# 呉世才
呉 世才（オ・セジェ、오세재、1133年 - ?）は、高麗中期の学者、文人。 諡は玄静（ヒョンジョン、현정）、号は濮陽（ポキャン、복양）、字は徳全（トクチョン、덕전）であり、本貫は高敞呉氏である。
李仁老を中心とした文人のグループ、江左七賢（海左七賢とも）のひとり。

## 概要
祖父にあたる呉学麟（오학린）は、靖宗時代の翰林太学士であり、高敞呉氏の始祖となった。その子である呉仁正（オ・インジョン、오인정）には、3人の息子があり、呉世才は兄弟の末弟で、兄に呉世功（オ・セゴン、오세공）と呉世文（オ・セムン、오세문）がいて、兄弟3人はいずれも詩文に秀でた人物として知られた。後に、李知深（イ・ジシム、이지심）の娘と結婚した
1151年（毅宗5年）に進士試を受験した。この時、19歳であった。後に明宗の時代に科挙に及第となった。
詩文は、韓愈や杜甫を手本とし、「雖牛童走卒 無有不知名者」（牛童、走卒と雖も、名を知らずある者は無し）、つまり、牛飼いの子どもや、使い走りのしもべでもその名を知るほどであったとされている。
1185年（明宗15年）、当時すでに53歳になっていた呉世才は、まだ18歳だった李奎報と忘年之交（年齢差を越えた深い交わり）を結んだ。
彼は、結局のところ世に出る機会のないことを悟り、高麗の都であった開城を離れて遠方へ去ろうと考え、母方の祖父が東京（トンギョン、동경：後の慶尚北道慶州市）出身であったことから、そちらへ赴こうとした。しかし、道のりが遠く険しいので、祭告使の祝史となり、馬に乗って東京へ赴いた。そこで余生を送り、開城に再び戻ることはなかった。 しかし、そちらでも見守る人もなく、貧困のうちに死去した。

## 参考資料
- 『高麗史』《고려사》
- 이규보, 《동국이상국집》, 〈전집〉37, 오덕전 선생의 애사
- 오인정 묘지명(김용선 편, 《역주 고려 묘지명 집성 (상)》(개정중판), 한림대학교출판부, 2012)

この記述には、ダウムからGFDLまたはCC BY-SA 3.0で公開される百科事典『グローバル世界大百科事典』をもとに作成した内容が含まれています。